# Audy Item
Paula Allodya Item (conocida artísticamente como Audy Item, nacida en Yakarta, el 23 de abril de 1983) es una cantante indonesia, hija del músico de jazz socio sénior Jopie Item.

## Biografía
Paula Allodya Item era la hija del músico Jopie Item, es hermana también del músico Stevie Item, un guitarrista miembro de la banda musical Andra and The BackBone. Su hermano mayor también es reconocido en el mundo del espectáculo.

## Vida personal
Audy había establecido anteriormente una relación amorosa con Tyo Nugros, pese a que esta relación no duró por mucho tiempo. Ella contrajo nupcias con Emil, el bajista de la banda musical Naif. Actualmente se encuentra casada con el actor y coreógrafo Iko Uwais. Iko Uwais y Audy Item tienen dos hijas llamadas Atreya Syahla Putri Uwais y Aneska Layla Putri Uwais.

## Álbum
- 18
Hits Singel: Bila Saja, Menangis Semalam, Arti Hadirmu.
- 20-02
Hits Singel: Dibalas dengan Dusta, Lagu Sendu.
  - 20-02 Repackage
Hits Singel: Temui Aku.
- 23-03
Hits Singel: Untuk Sahabat, Pergi Cinta.
- Selalu Terdepan
Hits Singel: Lama-Lama Aku Bosan

## Premios
- Penghargaan MTV Indonesia 2003
  - Most Favorite Female
  - The Most Promising & Outstanding Young Diva (Dolce & Gabbana Awards)

- AMI 2003
  - Solo Wanita Rock Terbaik
  - Solo Wanita Pop Terbaik
  - Album Pop Terbaik

- CLEAR TOP 10 AWARD 2003
  - Funkiest Female
  - Fabulous Album

- MTV ASIA AWARD 2004
  - Favorite Artist Indonesia

- MURI 2004
  - Melakukan tanda tangan terbanyak di Postcard/Cover Album dalam waktu 2 jam.